# جوزيب سيرداروشيتش
جوزيب سيرداروشيتش هو لاعب كرة قدم كرواتي في مركز الوسط، ولد في 21 نوفمبر 1986 في توميسلافغراد في البوسنة والهرسك. لعب مع ناتسبيرنوفلاغ أكوريرار ونادي رادنيتشكي سبليت ونادي سيغيستا.

## وصلات خارجية
- جوزيب سيرداروشيتش على موقع قاعدة بيانات كرة القدم.إي يو (الإنجليزية)
- جوزيب سيرداروشيتش على موقع Soccerway.com (الإنجليزية)